# 劉彥貞
劉彥貞（？—956年），五代十国南唐将领，兖州中都（今山东省汶上县）人，杨吴功臣刘信第四子。
以父荫担任大理評事，升任为屯田員外郎。父亲去世，起復將軍，连任海州刺史、楚州刺史。善騎射，矢不虛發，軍中號曰劉一箭。吏事亦以強濟見稱。944年，唐元宗把劉崇俊调迁为清淮节度使，以楚州刺史刘彦贞为濠州观察使，后升为定遠軍節度使。946年，改任壽州清淮軍節度使。948年，南唐命北面行营招讨使李金全率兵救河中，派刘彦贞为副手，查文徽为监军使，魏岑为沿淮巡检使，驻军在沂州境内，李金全见南唐士兵厌战，没有斗志，因河中城路远，地理上遥不相及，于是退兵海州。刘彥貞开始聚敛钱财。壽州有安豐塘，灌溉田地萬頃，刘彥貞假称疏浚城壕，決水入壕中，民田都干涸，然后急迫要百姓交纳賦税，百姓都賣田而去。刘彥貞将肥沃的土地，用低價买入，恢复塘水如初，歲收不可勝計。刘彥貞贿赂朝廷大臣，於是魏岑等人交口称赞为一面長城。刘彦贞在寿州坐镇多年，恐怕被人取代，想用边境军情紧急来稳住自己的地位，950年，谎报军情说后汉军队将要大举南下进犯。很久之后，入朝为神武統軍。
955年，后周军队出征淮南，南唐元宗任命神武统军刘彦贞为北面行营都部署，领兵三万奔赴寿州，奉化节度使、同平章事皇甫晖为应援使，常州团练使姚凤为应援都监，领兵三万屯驻定远。956年正月，刘彦贞领兵到达来远镇，距离寿州二百里，又派战舰数百艘赶赴正阳，兵車旗幟亘數百里，戰艦街尾，蔽淮而上，造成攻击浮桥的态势。周軍怕南唐军截断浮桥，就会腹背受敌，于是燒營退保正陽。周世宗到达陈州，立即派遣李重进领兵赶赴淮上。刘彦贞素来骄横宠贵，既无才能谋略，又不熟悉军事，裨將武彥暉、張延翰、成師朗都有勇无谋，見周军退兵，以爲怯，以为追上可大獲全胜，领兵直接抵达正阳，各色旗帜、军需运输前后长达数百里，刘仁赡和池州刺史张全约再三劝阻刘彦贞。刘彦贞不听。戰士没有吃早饭，就让他们進军。李重进渡过淮河，在正阳东面迎战，刘彦贞列阵，橫布拒馬，聯貫利刃。周兵一鼓而戰，刘彥貞大敗。周兵斩杀刘彦贞。斩得首级一万多，躺伏地上的尸体长达三十里，收缴军用物资器材三十多万件。交泰元年，贈中書令，諡壯。